# World League di pallavolo 2008
La XIX World League di pallavolo si svolse dal 13 giugno al 27 luglio 2008. Dopo la fase a gironi che si disputò dal 12 giugno al 20 luglio, la fase finale, a cui si qualificarono le prime squadre classificate dei quattro gironi di qualificazione, più il Brasile, paese ospitante, e una wild card assegnata dalla FIVB, si svolse dal 23 al 27 luglio a Rio de Janeiro, in Brasile.

## Squadre partecipanti
| - Bulgaria - Finlandia - Francia - Italia - Polonia - Russia - Serbia - Spagna | - Brasile - Cuba - Stati Uniti - Venezuela | - Cina - Corea del Sud - Giappone | - Egitto |

## Gironi
| Gruppo A                         | Gruppo B                         | Gruppo C                              | Gruppo D                     |
| -------------------------------- | -------------------------------- | ------------------------------------- | ---------------------------- |
| Brasile Francia Serbia Venezuela | Corea del Sud Cuba Italia Russia | Bulgaria Finlandia Spagna Stati Uniti | Cina Egitto Giappone Polonia |

## Fase finale

### Finali 1º e 3º posto
|  | Semifinali  | Semifinali  | Semifinali  |             |        | Finale          | Finale          | Finale          |  |
|  |             |             |             |             |        |                 |                 |                 |  |
|  | Serbia      | Serbia      | 3           |             |        |                 |                 |                 |  |
|  | Serbia      | Serbia      | 3           |             |        |                 |                 |                 |  |
|  | Russia      | Russia      | 0           |             |        |                 |                 |                 |  |
|  | Russia      | Russia      | 0           |             | Serbia | Serbia          | 1               |                 |  |
|  |             |             |             |             | Serbia | Serbia          | 1               |                 |  |
|  |             |             | Stati Uniti | Stati Uniti | 3      |                 |                 |                 |  |
|  | Brasile     | Brasile     | Stati Uniti | Stati Uniti | 3      | 0               |                 |                 |  |
|  | Brasile     | Brasile     |             |             |        | 0               |                 |                 |  |
|  | Stati Uniti | Stati Uniti | 3           |             |        | Finale 3º posto | Finale 3º posto | Finale 3º posto |  |
|  | Stati Uniti | Stati Uniti | 3           |             |        |                 |                 |                 |  |
|  |             |             |             |             |        |                 |                 |                 |  |
|  |             |             |             |             |        | Russia          | Russia          | 3               |  |
|  |             |             |             |             |        | Russia          | Russia          | 3               |  |
|  |             |             |             |             |        | Brasile         | Brasile         | 1               |  |

## Podio

### Campione
Formazione: 1 Lloy Ball, 2 Sean Rooney, 4 David Lee, 5 Richard Lambourne, 8 William Priddy, 9 Ryan Millar, 10 Riley Salmon, 12 Thomas Hoff , 13 Clayton Stanley, 14 Kevin Hansen, 15 Gabriel Gardner, 18 Scott Touzinsky, CT: Hugh McCutcheon

### Secondo posto
Formazione: 1 Nikola Kovačević, 2 Dejan Bojović, 4 Bojan Janić, 5 Vlado Petković, 8 Marko Samardžić, 9 Nikola Grbić , 10 Miloš Nikić, 12 Andrija Gerić, 14 Ivan Miljković, 15 Saša Starović, 18 Marko Podraščanin, 19 Nikola Rosić, CT: Igor Kolaković

### Terzo posto
Formazione: 1 Aleksandr Korneev, 2 Semën Poltavskij, 3 Aleksandr Kosarev, 6 Sergej Grankin, 8 Sergej Tetjuchin, 9 Vadim Chamutckich , 10 Jurij Berežko, 13 Aleksej Ostapenko, 15 Aleksandr Volkov, 16 Aleksej Verbov, 17 Maksim Michajlov, 18 Aleksej Kulešov, CT: Vladimir Alekno

## Classifica finale
| Classifica | Squadre       |
| ---------- | ------------- |
|            | Stati Uniti   |
|            | Serbia        |
|            | Russia        |
| 4          | Brasile       |
| 5          | Polonia       |
| 6          | Giappone      |
| 7          | Bulgaria      |
| 7          | Cina          |
| 7          | Italia        |
| 10         | Cuba          |
| 10         | Finlandia     |
| 10         | Francia       |
| 13         | Corea del Sud |
| 13         | Egitto        |
| 13         | Spagna        |
| 13         | Venezuela     |

## Premi individuali
- MVP: Lloy Ball
- Miglior realizzatore: Ivan Miljković
- Miglior schiacciatore: Dante do Amaral
- Miglior muro: Marko Podraščanin
- Miglior servizio: Gilberto de Godoy
- Miglior palleggiatore: Lloy Ball
- Miglior libero: Richard Lambourne